# Be Without You
"Be Without You" é uma canção da cantora americana Mary J. Blige, lançada como single em 2005 para promover seu álbum de estúdio, The Breakthrough.

## Videoclipe
O videoclipe foi dirigido por Matthew Rolston e foi filmado em vários locais da cidade de Nova Iorque em Outubro de 2005.

## Versão cover
- Paris Bennett fez um cover da música na quinta temporada de American Idol.
- Lil Rounds fez um cover da música para a oitava temporada de American Idol.
- O Booty Luv fez um cover da música de seu álbum de estreia, Boogie 2Nite.

## Faixas e formatos
U.S. CD single
1. "Be Without You" (Kendu Mix)
2. "Show Love"
3. "Be Without You" (Moto Blanco Vocal Mix)
4. "Be Without You" (video)

UK CD single
1. "Be Without You" (Kendu Mix)
2. "Be Without You" (Moto Blanco Vocal Mix)
3. "Be Without You" (instrumental)
4. "Be Without You" (video)

12" promo
1. "Be Without You" (Main Mix)
2. "Be Without You" (Instrumental)
3. "Be Without You" (A Capella)

12" single
1. "Be Without You" (Kendu Mix)
2. "Be Without You" (Moto Blanco Vocal Mix)
3. "Be Without You" (Moto Blanco Dub)
4. "Be Without You" (instrumental)

## Desempenho
| Tabelas musicais (2006)                    | Melhor posição |
| ------------------------------------------ | -------------- |
| Austrália - Australian Singles Chart       | 30             |
| Áustria - Austrian Singles Chart           | 23             |
| Bélgica - Belgian (Flanders) Singles Chart | 42             |
| Países Baixos - Dutch Top 40               | 7              |
| Europa - Eurochart Hot 100 Singles         | 26             |
| Finlândia - Finnish Singles Chart          | 13             |
| França - French Singles Chart              | 22             |
| Alemanha - German Singles Chart            | 12             |
| Nova Zelândia - New Zealand Singles Chart  | 9              |
| Suécia - Swedish Singles Chart             | 34             |
| Suíça - Swiss Singles Chart                | 5              |
| Reino Unido - UK Singles Chart             | 32             |
| Estados Unidos - Billboard Hot 100         | 3              |
| Estados Unidos - Adult Top 40              | 34             |
| Estados Unidos - Hot Dance Club Play       | 1              |
| Estados Unidos - Hot R&B/Hip-Hop Songs     | 1              |
| Estados Unidos - Pop 100 Airplay           | 1              |

| Tabelas musicais (2006)      | Posição |
| ---------------------------- | ------- |
| Países Baixos - Dutch Top 40 | 73      |
| Suíça - Swiss Singles Chart  | 53      |